# Ayan Carvalho
Ayan Núñez De Carvalho (Salvador, Estado de Bahía, Brasil, 5 de septiembre de 1997) es un baloncestista argentino nacido en Brasil que se desempeña como escolta. Actualmente es agente libre. 

## Trayectoria

### Etapa juvenil
Nacido en Brasil, a los 6 años se instaló junto a su familia en la localidad entrerriana de Paraná. Allí comenzó a jugar al básquet en el club Echagüe. Su juego destacado le permitió integrar los seleccionados juveniles de Entre Ríos. 
Ante la posibilidad de jugar en el baloncesto universitario estadounidense, Carvalho se negó a disputar la temporada 2014-15 del TNA para Echagüe. Meses después fue reclutado por el programa de jóvenes talentos de Bahía Basket, incorporándose a la plantilla que actuaba en la Liga de Desarrollo. Con ese equipo -en el que también jugaban Gastón Whelan, Lucio Redivo, Martín Fernández, Juan Pablo Vaulet y Máximo Fjellerup- se consagró campeón del certmen.

### Etapa universitaria
Carvalho, después de participar del campus de Basketball Without Borders de 2015, obtuvo una beca de la Universidad de Temple para jugar con los Temple Owls, el equipo de baloncesto de la institución que compite en la American Athletic Conference de la División I de la NCAA. Fue así el tercer jugador argentino de la historia que actuó en ese equipo, después de Juan Ignacio Sánchez y Juan Manuel Fernández.
Su primera temporada fue en calidad de redshirt, por lo que no pudo disputar ni un solo partido oficial. Ello cambió en los dos años siguientes, aunque solamente vio acción con los Owls en 11 encuentros.

### Etapa profesional
En 2018 el escolta retornó a la Argentina para comenzar su carrera como profesional. Bahía Basket lo cedió a préstamo al Deportivo Viedma de La Liga Argentina, donde jugó tres temporadas mostrando un progreso considerable en su juego.
Llegó finalmente a la Liga Nacional de Básquet en 2021, fichado por Gimnasia y Esgrima de Comodoro Rivadavia. Promedió 5.9 puntos y 1.7 rebotes por partido en 22 encuentros. 
En julio de 2022 fichó con Unión de Santa Fe.

### Clubes
| Club                                     | País      | Año         |
| ---------------------------------------- | --------- | ----------- |
| Deportivo Viedma                         | Argentina | 2018 - 2021 |
| Gimnasia y Esgrima de Comodoro Rivadavia | Argentina | 2021 - 2022 |
| Unión de Santa Fe                        | Argentina | 2022 - 2023 |

## Selección nacional
Carvalho fue miembro de los seleccionados juveniles de baloncesto de Argentina, siendo parte de la camada que disputó el Campeonato Sudamericano de Baloncesto Sub-15 de 2012, el Campeonato FIBA Américas Sub-16 de 2013 y el Campeonato Mundial de Baloncesto Sub-17 de 2014. 
Asimismo fue parte del plantel que representó a la Argentina en las Universiadas de 2017 y 2019.